# Moralin
Moralin ist ein satirisches Kunstwort, das bei der Verknüpfung des Wortes „Moral“ mit einer Endung, die eine chemische oder pharmazeutische Substanz suggeriert, entsteht. Es wird in der Form „moralinhaltig“, „hoher Moralingehalt“, „hoher Moralinspiegel“ oder „moralinsauer“ abfällig für Handlungen, Verhaltensweisen oder Ansichten verwendet, die übermäßig von subjektiven Wertvorstellungen geprägt sind.
Ursprünglich geht der Begriff Moralin auf Friedrich Nietzsche zurück, der beispielsweise in seinem Werk Der Antichrist von einer moralinfreien Tugend spricht.